# Irmandade de Nossa Senhora do Rosário dos Pretos
A Irmandade de Nossa Senhora do Rosário dos Homens Pretos é uma confraria de culto católico, criada para abrigar a religiosidade do povo negro, que na época da escravidão era impedido de frequentar as mesmas igrejas dos senhores. Mantém em seu calendário uma devoção secular a Nossa Senhora do Rosário. Os negros vindos da África, mesmo com suas próprias crenças, se tornaram devotos quando chegaram ao Brasil e construíram suas próprias irmandades.

## Origens da devoção a Nossa Senhora do Rosário
A devoção a Nossa Senhora do Rosário tem sua origem entre os dominicanos, por volta de 1200. São Domingos de Gusmão, inspirado pela Virgem Maria, deu ao Rosário sua forma atual. Isto pode ser comprovado em episódios revelados em sua iconografia. A primeira irmandade do rosário foi instituída pelos dominicanos em Colônia (Alemanha), em 1408. Logo a devoção se propagou, sendo levada também por missionários portugueses ao Reino do Congo.

## A irmandade de Nossa Senhora do Rosário no Brasil

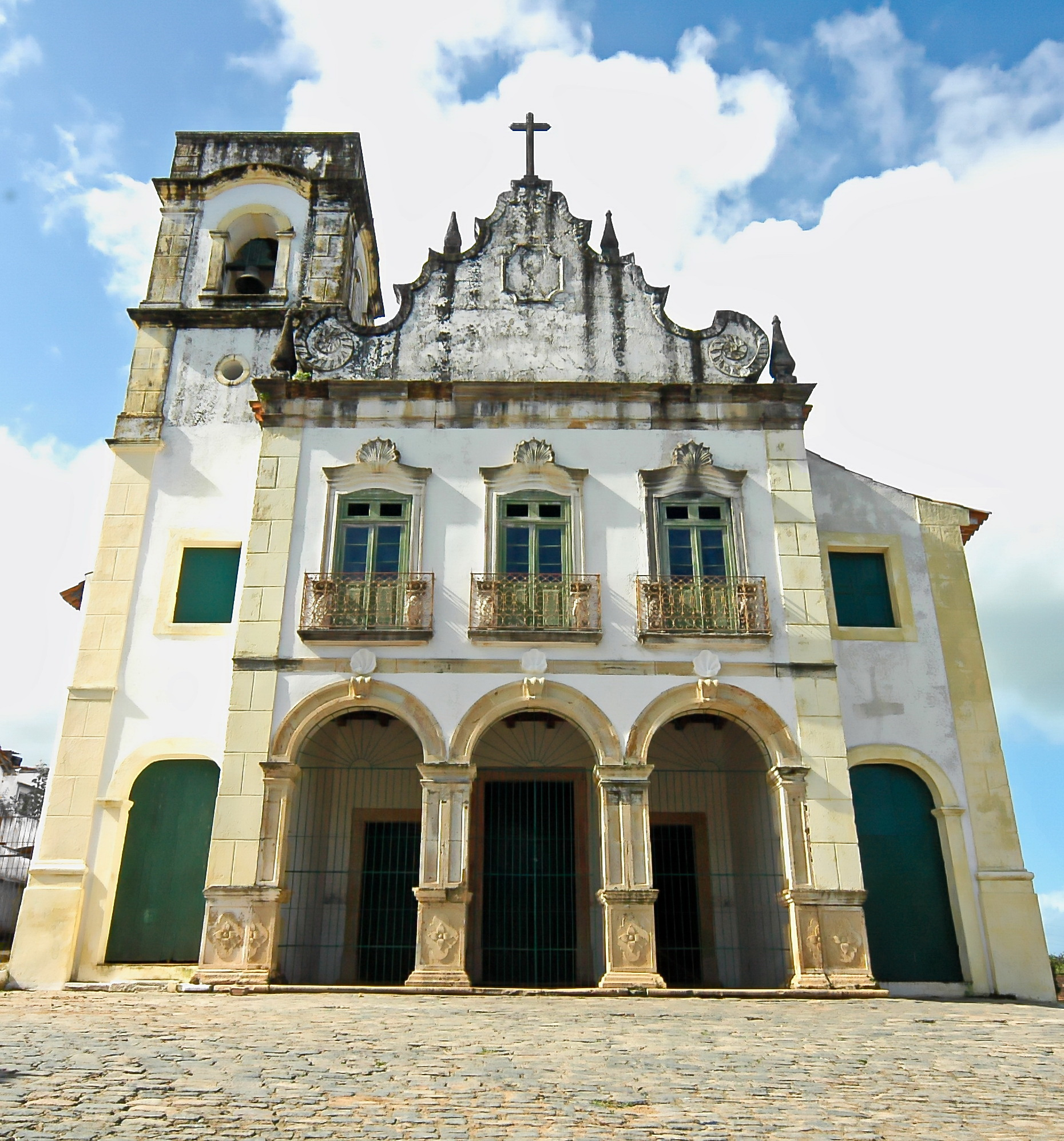
A Igreja de Nossa Senhora do Rosário dos Pretos de Olinda foi a primeira igreja do Brasil pertencente a uma irmandade de negros.

A Irmandade de Nossa Senhora do Rosário chegou ao Brasil em meados do século XVI, sendo a Irmandade dos Homens Pretos de Olinda a mais antiga do país.
A partir do fim do período colonial, as irmandades do Rosário passam a ser constituídas pelos "homens pretos".
No Brasil, ela foi adotada por senhores e escravos, sendo que no caso dos negros ela tinha o objetivo de aliviar-lhes os sofrimentos infligidos pelos brancos. Os escravos recolhiam as sementes de um capim, cujas contas são grossas, denominadas "lágrimas de Nossa Senhora", e montavam terços para rezar.
Em Santos, a igreja matriz já tem como padroeira Nossa Senhora do Rosário. No século XVII, esta mesma imagem de Nossa Senhora é a padroeira principal de Itu, Parnaíba e Sorocaba.
Registra-se as seguintes datas de fundação das Irmandades dos Homens Pretos:
- Meados do século XVI - Olinda, Pernambuco[1]
- 1654 - Recife, Pernambuco[1]
- Meados do século XVII - Rio de Janeiro, Rio de Janeiro[1]
- 1682 - Belém, Pará
- 1685 - Salvador, Bahia[1]
- 1708 - São João del-Rei, Minas Gerais
- 1711 - Cidade de São Paulo. Sede atualmente localizada no largo do Paiçandu, região central. A entidade foi criada para abrigar a religiosidade do povo negro, impedido de frequentar as mesmas igrejas dos senhores, e resiste à urbanização, mantendo em seu calendário uma devoção secular a Nossa Senhora do Rosário. São realizadas procissões, novenas e rezas do terço, despertando o interesse dos que transitam pelas proximidades da avenida São João e da avenida Rio Branco.
- 1713 - Cachoeira do Campo e Sabará, Minas Gerais
- 1715 - Ouro Preto, Minas Gerais
- 1728 - Serro, Minas Gerais
- 1743 - Pirenópolis, Goiás, Irmandade de Nossa Senhora do Rosário dos Pretos
- 1754 - Viamão, Rio Grande do Sul
- 1771 - Caicó, Rio Grande do Norte
- 1773 - Mostardas, Rio Grande do Sul
- 1774 - Rio Pardo, Rio Grande do Sul
- 1782 - Paracatu, Minas Gerais
- 1802 - São Paulo, São Paulo
- 1805 - Palmeira dos Índios, Alagoas

A Irmandade do Rosário possuía a seguinte hierarquia: a Mesa Administrativa, o Conselho de Irmãos, a Coorte e o Estado Maior com suas Guardas. Em alguns lugares, devido à perseguição promovida pelo clero, algumas destas irmandades desvincularam-se da Igreja Católica. Mais recentemente, em algumas dioceses há uma reaproximação, através da Pastoral Afro-Brasileira.
Com quase três séculos de existência, a Irmandade do Rosário dos Homens Pretos é uma referência para movimentos de consciência negra, porque apresenta uma tradição religiosa que remonta aos tempos dos primeiros escravos.

### Irmandade dos Homens Pretos em São Paulo
A Irmandade sofreu as agruras de ver sua primeira igreja, na Praça Antônio Prado, construída em 1725 com a arrecadação de doações e esforço dos malungos (irmãos), ser demolida para dar lugar a projetos de urbanização da Província.
Os negros conseguiram manter relativo patrimônio ao redor dessa igreja, casas simples serviram para atividades religiosas, acolhimento dos alforriados e a administração da Irmandade, composta de diretoria e mesários.
Irmandade do Rosário em Minas Gerais
As irmandades religiosas nas minas setecentistas eram particularmente diferentes em sua organização, já que a igreja não era autorizada a ter ordens em Minas Gerais. A organização das ordens terceiras erma exclusivamente feitas por leigos, nesse caso os negros libertos e escravos.
Hoje, esse estilo colonial permanece nas dependências da igreja que, por ser capela, está sob a jurisdição da paróquia de Santa Ifigênia. No subsolo fica a mesa administrativa, onde os irmãos se encontram para a celebração da missa de domingo, para confraternização e para a distribuição mensal de cerca de 150 cestas básicas. Eles vivem esses momentos agradáveis e de decisões em meio a recordações, mantidas num acervo de pinturas, ilustrações, fotografias, imagens e documentos que trazem à lembrança os primeiros irmãos. "Eu me emociono e sinto um grande amor por tudo isso aqui", revela Cleofano de Barros, há 50 anos na Irmandade.
A eleição da diretoria é anual para os cargos de juiz provedor, secretário, tesoureiro e procurador, que exercem atividades administrativas e pastorais na comunidade, incentivando a formação da juventude, de equipes de música e de liturgia. Nessa ocasião, também são eleitos os festeiros, o rei e a rainha, que juntos com o juiz e a juíza organizam, durante o ano, com o apoio das irmãs e dos irmãos, as festas de Nossa Senhora do Rosário e São Benedito.
"A Irmandade conseguiu agregar um número considerável de afro-brasileiros. Somos cerca de 220 membros", diz o juiz provedor Marcelo Antonio Saraiva, 32 anos.
Os irmãos recebem pesquisadores, religiosos e pessoas de outros Estados e até do exterior, interessados em conhecer e estudar as razões de tanta longevidade e que ficam deslumbrados com o interior da igreja, que apresenta uma variedade de detalhes na pinturas das paredes, nas vestimentas e adornos dos santos, nas luzes do altar-mor que refletem entre lustres, candelabros e flores.
"Só a devoção a Nossa Senhora foi capaz de manter-nos unidos, com a Irmandade aproximando-se dos 300 anos, e trazendo com a religiosidade, a conscientização capaz de forjar o surgimento de outros movimentos negros", esclarece a advogada e ex-deputada estadual, Theodosina Rosário Ribeiro, que já foi juíza, é mesária, e ainda faz parte da equipe litúrgica.

### Tradições e festejos
A festa de Nossa Senhora do Rosário era conhecida como da Oraga, que quer dizer padroeira. Essa designação foi usada até o Concílio Vaticano II, quando as missas eram rezadas em latim e a ladainha cantada.
"Há alguns anos, os festejos se estendiam até à noite, mas com a cidade de São Paulo cada dia mais violenta, preferimos realizar a celebração durante o dia", revela Jonas Gregório Lucas, mestre de cerimônia. Há 40 anos na Irmandade, Jonas acrescenta que ainda são conservadas tradições nas festas e posse dos irmãos e irmãs, quando os homens usam a opa, uma vestimenta sobre os ombros e as mulheres, fita azul sobre vestidos pretos ou brancos.
No primeiro domingo de outubro, quando é realizada a festa do Rosário, a igreja vive momentos de esplendor com missa solene, coroação de Nossa Senhora, almoço para a comunidade e irmandades de São Paulo, Santos e Rio de Janeiro. Nesse dia, o povo sai em procissão pelas ruas do centro, cantando e acompanhando a banda de música, as crianças vestem-se de anjos, cumprindo as promessas dos pais, os irmãos e irmãs carregam os andores, o rei e a rainha as coroas, lembrança dos reisados e congadas.
"Sinto muito alegria em ser a madrinha e responsável em levar o estandarte de Nossa Senhora", conta Lucy Mineiro, que neste ano passará a incumbência para outra irmã, já que foi escolhida para ser a rainha.